# ريكيت بينكيزر
ريكيت بينكيزر (بالإنجليزية: Reckitt Benckiser)‏ هي شركة متعددة الجنسيات متخصصة ببيع سلع استهلاكية سريعة التداول. تأسست في 1814. يقع مقرها في سلاو، إنجلترا، المملكة المتحدة.

## منتجات الشركة
- Air Wick
- Calgon
- ريكيت بينكيزر
- ديتول
- دوريكس
- E45 cream
- إنفاميل
- مضاد الحموضة
- Harpic
- Lemsip
- Lysol (Marketed as Lizol in India)
- Mortein (Marketed as Pif Paf in UAE)
- غايفينيسين
- Nurofen
- Scholl
- ستربسلز
- Vanish
- Veet

Other
- Aerogard
- Airborne
- Amphyl
- Bonjela
- Brasso
- Cēpacol
- Clearasil
- d-CON
- Finish (Calgonit in continental Europe)
- Glass Plus
- كي واي جيلي
- Mr Sheen
- Nurofen for Children
- Sani Flush
- Woolite

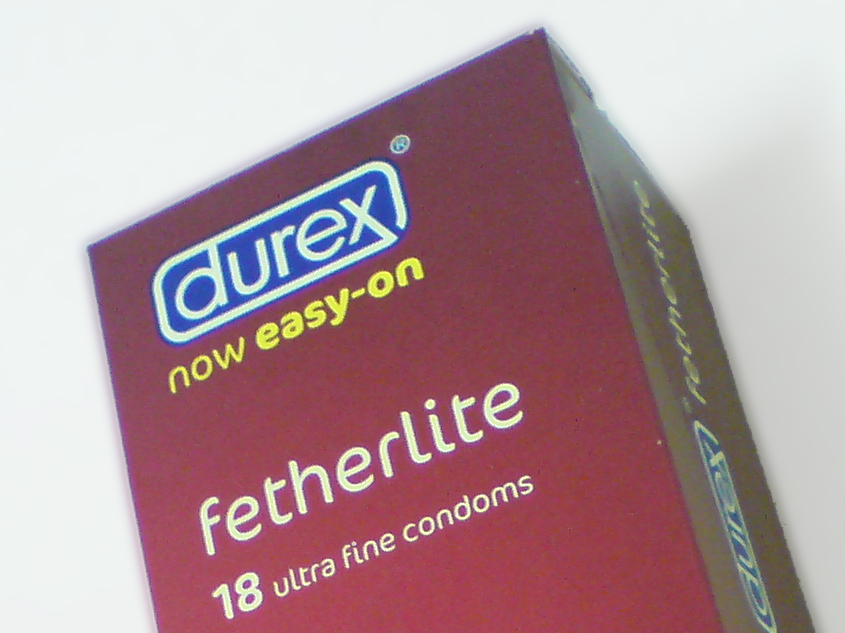
Durex condoms
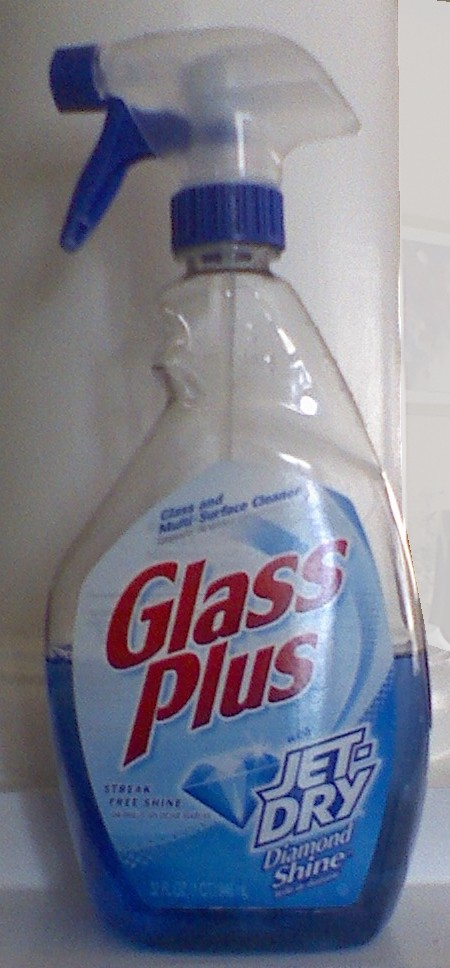
Glass Plus glass cleaner
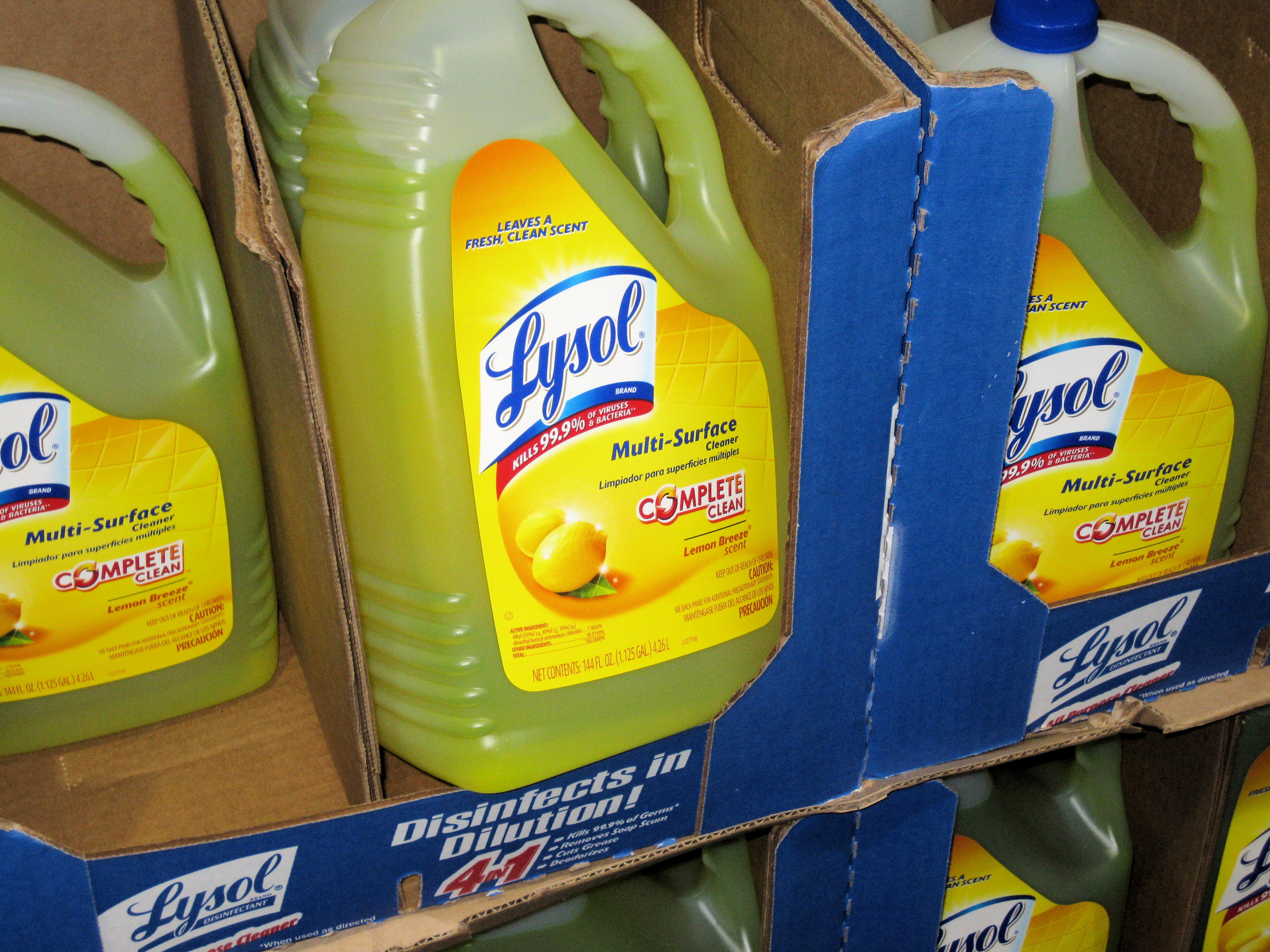
Lysol multi-surface cleaner
Strepsils throat lozenges
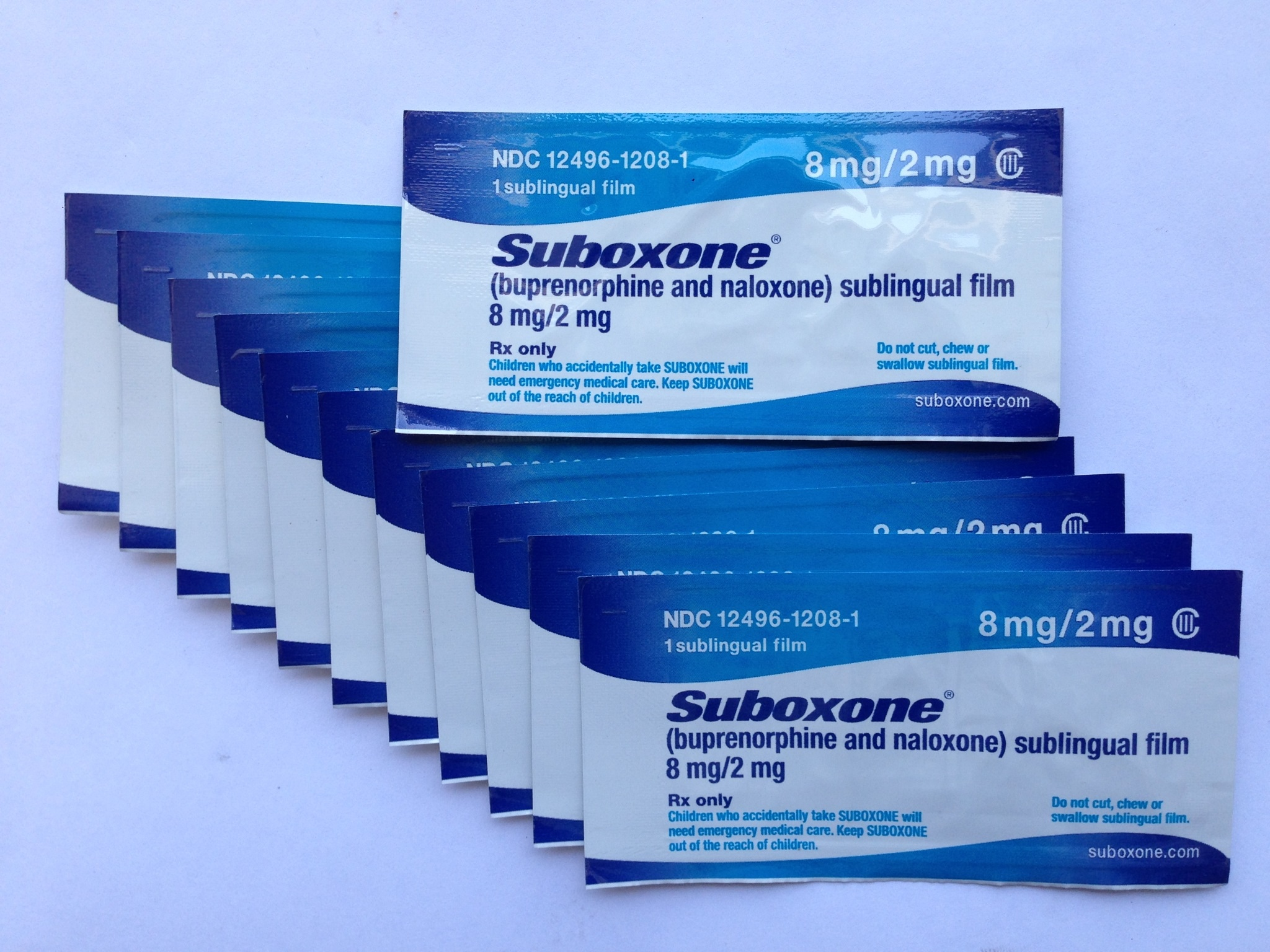
Suboxone sublingual film

## وصلات خارجية
- الموقع الإلكتروني